# Miloš Ninković
Pour les articles homonymes, voir Ninković.
Miloš Ninković (en serbe en écriture cyrillique : Милош Нинковић), né le 25 décembre 1984 à Belgrade en Yougoslavie (Serbie), est un footballeur international serbe, évoluant au poste de milieu gauche.

## Biographie

### Club
Le 4 janvier 2013, il est prêté par le Dynamo Kiev au club d'Évian Thonon Gaillard pour une durée de 6 mois. Après un retour au pays à l’Étoile rouge de Belgrade, il revient à l'ETG le 30 août 2014.
Le 16 juillet 2015, Ninković signe un contrat deux ans avec le  Sydney Football Club

### International
Le 1er avril 2009, il reçoit sa première sélection en équipe de Serbie, lors du match Serbie - Suède au Stade du Partizan (victoire 2-0).

## Statistiques

### En sélection nationale
| Sélection | Année | Matchs | Buts |
| --------- | ----- | ------ | ---- |
| Serbie A  | 2009  | 6      | 0    |
| Serbie A  | 2010  | 9      | 0    |
| Serbie A  | 2011  | 9      | 0    |
| Serbie A  | 2012  | 4      | 0    |
| Total     | Total | 28     | 0    |

## Palmarès
- Dynamo Kiev (8) :
  - Champion d'Ukraine en 2007 et 2009.
  - Vice-champion d'Ukraine en 2006, 2008, 2010, 2011 et 2012
  - Vainqueur de la Coupe d'Ukraine en 2005 et 2007.
  - Finaliste de la Coupe d'Ukraine en 2008
  - Vainqueur de la Supercoupe d'Ukraine en 2006, 2007, 2009 et 2011.

- Évian Thonon Gaillard FC :
  - Finaliste de la Coupe de France en 2013.

- Étoile rouge de Belgrade (1) :
  - Champion de Serbie en 2014

- Sydney FC (4):
  - Champion d'Australie en 2017, 2019 et 2020
  - Vice-champion d'Australie en 2021
  - Vainqueur de la Coupe d'Australie en 2017
  - Finaliste de la Coupe d'Australie en 2016 et 2018